# Liste der Baudenkmale in Scheeßel
In der Liste der Baudenkmale in Scheeßel sind alle Baudenkmale der niedersächsischen Gemeinde Scheeßel aufgelistet. Die Quelle der  Baudenkmale ist der Denkmalatlas Niedersachsen. Der Stand der Liste ist der 14. November 2020.

## Allgemein
In den Spalten befinden sich folgende Informationen:
- Lage: die Adresse des Baudenkmales und die geographischen Koordinaten. Kartenansicht, um Koordinaten zu setzen. In der Kartenansicht sind Baudenkmale ohne Koordinaten mit einem roten Marker dargestellt und können in der Karte gesetzt werden. Baudenkmale ohne Bild sind mit einem blauen Marker gekennzeichnet, Baudenkmale mit Bild mit einem grünen Marker.
- Bezeichnung: Bezeichnung des Baudenkmales
- Beschreibung: die Beschreibung des Baudenkmales. Unter § 3 Abs. 2 NDSchG werden Einzeldenkmale und unter § 3 Abs. 3 NDSchG Gruppen baulicher Anlagen und deren Bestandteile ausgewiesen.
- ID: die Objekt-ID des Baudenkmales
- Bild: ein Bild des Baudenkmales, ggf. zusätzlich mit einem Link zu weiteren Fotos des Baudenkmals im Medienarchiv Wikimedia Commons. Wenn man auf das Kamerasymbol klickt, können Fotos zu Baudenkmalen aus dieser Liste hochgeladen werden:

## Scheeßel

### Gruppe: Kirchhof Scheeßel
Die Gruppe „Kirchhof Scheeßel“ hat die ID 31019566.

| Lage                                       | Bezeichnung | Beschreibung | ID       | Bild           |
| ------------------------------------------ | ----------- | --- | -------- | -------------- |
| Zevener Straße 53° 10′ 10″ N, 9° 28′ 56″ O | Kirche      | Die evangelische St.-Lucas-Kirche Scheeßel wurde als Saalgebäude unter einem Walmdach von 1755 bis 1758 durch Otto Heinrich von Bonn errichtet. Der Westturm wurde nach den Entwürfen von Jürgen Christian Findorff von 1765 bis 1766 erbaut. Im Inneren befindet sich eine dreiseitige Empore und ein Kanzelaltar. | 31030095 | Weitere Bilder |
| Zevener Straße 53° 10′ 9″ N, 9° 28′ 56″ O  | Kirchhof    | Die Grünfläche umgibt die Kirche als früherer Kirchhof. | 31030116 | BW             |

### Gruppe: Hofanlage Am Meyerhof
Die Gruppe „Hofanlage Am Meyerhof“ hat die ID 31019553.

| Lage                                      | Bezeichnung              | Beschreibung | ID       | Bild |
| ----------------------------------------- | ------------------------ | --- | -------- | ---- |
| Am Meyerhof 1 53° 10′ 10″ N, 9° 28′ 39″ O | Wohn-/Wirtschaftsgebäude | Zweiständer-Hallenhaus von 1875 in Fachwerk mit Steinausfachungen, reetgedecktem Krüppelwalmdach und Niedersachsengiebel, heute Heimatmuseum | 31029736 |      |
| Am Meyerhof 1 53° 10′ 10″ N, 9° 28′ 42″ O | Doppelwohnhaus           | Doppel-Häuslingshaus aus der zweiten Hälfte des 19. Jahrhunderts in Fachwerk mit pfannengedecktem Satteldach                                 | 31029757 |      |
| Am Meyerhof 1 53° 10′ 10″ N, 9° 28′ 41″ O | Stall                    | Stall vom 19. Jahrhundert in Fachwerk mit Krüppelwalmdach                                                                                    | 31029778 |      |

### Gruppe: Scheeßeler Mühle
Die Gruppe „Scheeßeler Mühle“ besteht aus der Hofanlage um die Mühle und der Mühle selbst. Die Gebäude sind im 19. und Anfang des 20. Jahrhunderts errichtet worden. Die Gruppe hat die ID 37418303.

| Lage                                         | Bezeichnung | Beschreibung | ID       | Bild |
| -------------------------------------------- | ----------- | --- | -------- | ---- |
| Mühlenstraße 43 53° 9′ 48″ N, 9° 28′ 3″ O    | Mühle       | Die mehrgeschossige Wassermühle mit Wehr und Aalfang wurde um 1830 errichtet und mehrfach erweitert. | 38841981 | BW   |
| Mühlenstraße 43 53° 9′ 51″ N, 9° 27′ 59″ O   | Gewässer    | Der Mühlenteich speist sich aus der Wümme und hat mehrere Zu- und Abläufe. | 37418238 | BW   |
| Mühlenstraße 53° 9′ 51″ N, 9° 28′ 1″ O       | Pavillon    | Auf der Insel im Mühlenpark befindet sich das 1861 unter einem Satteldach errichtete Fachwerkgebäude. Das Gebäude wurde im späten 19. Jahrhundert verändert.                                                                                               | 31029847 | BW   |
| Mühlenstraße 43 53° 9′ 50″ N, 9° 28′ 6″ O    | Wohnhaus    | Das um 1700 errichtete zweigeschossige Fachwerkgebäude steht unter einem Halbwalmdach. | 31030006 | BW   |
| Scheeßeler Mühle 3 53° 9′ 48″ N, 9° 28′ 6″ O | Wohnhaus    | Das zweigeschossige Backsteingebäude mit zweigeschossigem Mittelrisalit und Drempel unter einem Satteldach wurde 1873 durch den Architekten Oskar Ulrich als Malzhaus errichtet. Im Inneren befinden sich Ausmalungen des Malers Theodor Hermann von 1921. | 31029985 | BW   |
| Mühlenstraße 43 53° 9′ 48″ N, 9° 28′ 9″ O    | Scheune     | Die Scheune besteht aus dem 1854 errichteten nordöstlichen Teil mit Längsdurchfahrt unter einem Halbwalmdach und aus dem 1874 errichteten südwestlichen Teil mit zwei Längsdurchfahrten unter einem Satteldach.                                            | 38616672 | BW   |

### Einzelbaudenkmale
| Lage                                          | Bezeichnung              | Beschreibung | ID       | Bild           |
| --------------------------------------------- | ------------------------ | --- | -------- | -------------- |
| Am Bahnhof 6 53° 9′ 57″ N, 9° 29′ 48″ O       | Empfangsgebäude          | Das zweigeschossige Empfangsgebäude aus Backstein auf einem Sandsteinquadersockel, unter einem Drempel und unter einem Satteldach wurde 1874 bis 1875 nach Entwürfen von Adolf Funk errichtet. Das Treppenhaus ist bauzeitlich.              | 31030443 |                |
| B 75, km 28,497 53° 10′ 8″ N, 9° 29′ 1″ O     | Meilenstein              | Der konische Prellstein aus rotem Granit wurde 1811 an der Chaussee von Rotenburg nach Harburg an der sog. Napoleonbrücke errichtet. | 31030467 | Weitere Bilder |
| Zevener Straße 18 53° 10′ 19″ N, 9° 28′ 39″ O | Wohn-/Wirtschaftsgebäude | Zweiständer-Hallenhaus in Fachwerk von 1830 mit reetgedecktem Krüppelwalmdach, 1912/13 zum heutigen Standort versetzt, heute Heimathaus des Heimatmuseums Scheeßel                                                                           | 31030051 |                |
| Schulstraße 5 53° 10′ 18″ N, 9° 28′ 47″ O     | Wohn-/Wirtschaftsgebäude | Zweiständer-Hallenhaus in Fachwerk mit reetgedecktem Krüppelwalmdach und Niedersachsengiebel; heute Kindergarten | 31030027 |                |
| Am Meyerhof 8 53° 10′ 6″ N, 9° 28′ 47″ O      | Wohnhaus                 | Das eingeschossige Backsteingebäude wurde 1870 unter einem Satteldach errichtet. | 31029799 |                |
| Mühlenstraße 2 53° 10′ 5″ N, 9° 28′ 53″ O     | Wohn-/Geschäftshaus      | Das zweigeschossige Backsteingebäude wurde 1927 bis 1928 als „Kaufhaus Nötel“ unter einem Walmdach errichtet. | 31029889 |                |
| Mühlenstraße 13-17 53° 10′ 1″ N, 9° 28′ 42″ O | Wohn-/Wirtschaftsgebäude | Vierständer-Hallenhaus mit Zwerchhaus von 1816 in Fachwerk mit ziegelgedecktem Satteldach, Amtsvogtei von 1841 bis 1882 | 31029913 |                |
| Mühlenstraße 18 53° 10′ 2″ N, 9° 28′ 40″ O    | Wohnhaus                 | Das eingeschossige Backsteingebäude wurde um 1870 unter einem Satteldach errichtet. | 31029937 |                |
| Mühlenstraße 26 53° 10′ 1″ N, 9° 28′ 33″ O    | Wohnhaus                 | Das Zweiständer-Hallenhaus unter einem reetgedeckten Halbwalmdach mit Uhlenloch wurde 1708 errichtet. Eine Umgestaltung erfolgte Anfang des 19. Jahrhunderts. 1841 wurde das Gebäude umgesetzt. Der Wohngiebel wurde später massiv erneuert. | 31029961 |                |
| Varel 1 53° 11′ 18″ N, 9° 30′ 3″ O            | Wohn-/Wirtschaftsgebäude | Zweiständer-Hallenhaus von 1842 in Fachwerk mit plattengedecktem Krüppelwalmdach und Niedersachsengiebel | 31030135 |                |

### Ehemalige Baudenkmale
| Lage                                       | Bezeichnung | Beschreibung | ID       | Bild |
| ------------------------------------------ | ----------- | --- | -------- | ---- |
| Große Straße 16 53° 10′ 11″ N, 9° 29′ 1″ O | Wohnhaus    | Das zweigeschossige Fachwerkgebäude wurde 1750 bis 1751 als Pfarrhaus unter einem Halbwalmdach errichtet. 1962 wurde eine massive Backsteinerweiterung unter einem Halbwalmdach quer angebaut. Wegen der Veränderungen wurde das Gebäude 2019 aus dem Denkmalverzeichnis gestrichen.                 | 31029823 | BW   |
| Große Straße 18 53° 10′ 8″ N, 9° 28′ 59″ O | Gasthaus    | Das zweigeschossige Fachwerkgebäude wurde Mitte des 18. Jahrhunderts unter einem Krüppelwalmdach errichtet. Um 1900 erfolgte ein Backsteinanbau und in der Mitte des 20. Jahrhunderts eine Umgestaltung. Wegen der Veränderungen wurde das Gebäude ab 2021 nicht mehr im Denkmalverzeichnis geführt. | 50744829 | BW   |

## Abbendorf

### Einzelbaudenkmale
| Lage                                            | Bezeichnung              | Beschreibung | ID       | Bild |
| ----------------------------------------------- | ------------------------ | --- | -------- | ---- |
| Elsdorfer Straße 13 53° 11′ 57″ N, 9° 22′ 47″ O | Wohn-/Wirtschaftsgebäude | Das Zweiständer-Hallenhaus wurde um 1800 als Häuslingshaus mit ziegelgedecktem Satteldach und regionaltypischer senkrechter Verbretterung in den oberen Giebeldreiecken errichtet. | 31030332 |      |
| Hesedorfer Straße 5 53° 11′ 52″ N, 9° 22′ 50″ O | Wohn-/Wirtschaftsgebäude | Zweiständer-Hallenhaus von 1797 unter einem Krüppelwalmdach und mit Niedersachsengiebel                                                                                            | 31030353 |      |

### Ehemaliges Baudenkmal
| Lage                                          | Bezeichnung              | Beschreibung | ID       | Bild |
| --------------------------------------------- | ------------------------ | --- | -------- | ---- |
| Elsdorfer Straße 4 53° 11′ 53″ N, 9° 23′ 5″ O | Wohn-/Wirtschaftsgebäude | Das Zweiständer-Hallenhaus wurde 1862 unter einem Satteldach errichtet. Das Gebäude wurde abgebrochen und 1997 aus dem Denkmalverzeichnis gestrichen. | 31030310 | BW   |

## Bartelsdorf

### Einzelbaudenkmal
| Lage                                      | Bezeichnung | Beschreibung                                                                                                | ID       | Bild |
| ----------------------------------------- | ----------- | --- | -------- | ---- |
| Am Mühlenweg 1 53° 7′ 49″ N, 9° 28′ 40″ O | Speicher    | Der zweigeschossige Fachwerkspeicher wurde im 19. Jahrhundert unter einem reetgedeckten Walmdach errichtet. | 31030372 |      |

## Hetzwege

### Einzelbaudenkmal
| Lage                                    | Bezeichnung | Beschreibung | ID       | Bild |
| --------------------------------------- | ----------- | --- | -------- | ---- |
| Hoffreeg 24 53° 11′ 37″ N, 9° 24′ 10″ O | Stall       | Der Fachwerkstall für Schafe wurde in Wandständerbauweise Ende des 17. Jahrhunderts unter einem Satteldach errichtet. | 31030576 | BW   |

### Ehemaliges Baudenkmal
| Lage                                    | Bezeichnung              | Beschreibung | ID       | Bild |
| --------------------------------------- | ------------------------ | --- | -------- | ---- |
| Hoffreeg 25 53° 11′ 35″ N, 9° 24′ 19″ O | Wohn-/Wirtschaftsgebäude | Das Zweiständer-Hallenhaus wurde auf einem Backsteinsockel und unter einem Halbwalmdach im beginnenden 19. Jahrhundert errichtet. 2013 wurde das Gebäude abgebrochen und aus dem Denkmalverzeichnis gestrichen. | 31030394 | BW   |

## Ostervesede

### Einzelbaudenkmale
| Lage                                          | Bezeichnung              | Beschreibung | ID       | Bild |
| --------------------------------------------- | ------------------------ | --- | -------- | ---- |
| Auf dem Eik 53° 9′ 41″ N, 9° 34′ 53″ O        | Schafstall               | Der Schafstall wurde in Gefügebauweise Anfang des 19. Jahrhunderts unter einem Satteldach errichtet.                      | 31030535 |      |
| Alte Dorfstraße 19 53° 9′ 15″ N, 9° 34′ 13″ O | Wohn-/Wirtschaftsgebäude | Zweiständer-Hallenhaus in Fachwerk mit Satteldach und regionaltypischer senkrechter Verbretterung im oberen Giebeldreieck | 31030418 |      |

## Sothel

### Einzelbaudenkmal
| Lage                                        | Bezeichnung | Beschreibung                                                                                     | ID       | Bild |
| ------------------------------------------- | ----------- | ------------------------------------------------------------------------------------------------ | -------- | ---- |
| Helvesieker Weg 53° 13′ 24″ N, 9° 26′ 43″ O | Schafstall  | Anfang des 19. Jahrhunderts wurde der Fachwerkstall für Schafe unter einem Satteldach errichtet. | 31030597 | BW   |

## Westeresch

### Einzelbaudenkmal
| Lage                                          | Bezeichnung              | Beschreibung                                                                       | ID       | Bild |
| --------------------------------------------- | ------------------------ | ---------------------------------------------------------------------------------- | -------- | ---- |
| Neubauerstraße 18 53° 11′ 12″ N, 9° 26′ 41″ O | Wohn-/Wirtschaftsgebäude | Zweiständer-Hallenhaus von um 1850 in Fachwerk mit ziegelgedecktem Krüppelwalmdach | 31030159 |      |

### Ehemalige Baudenkmale
| Lage                                     | Bezeichnung              | Beschreibung | ID       | Bild |
| ---------------------------------------- | ------------------------ | --- | -------- | ---- |
| Dorfstraße 3 53° 11′ 10″ N, 9° 26′ 54″ O | Stall                    | Der Schafstall wurde in Wandständerbauweise 1751 unter einem Halbwalmdach errichtet. 1875 wurde er hierher transloziert und als Pferdestall genutzt. 2013 wurde er abgebrochen und aus dem Denkmalverzeichnis gestrichen. | 31030554 | BW   |
| Westeresch 21 53° 11′ 18″ N, 9° 27′ 2″ O | Wohn-/Wirtschaftsgebäude | Das Zweiständer-Hallenhaus wurde um 1850 errichtet. Wegen der Veränderungen wurde das Gebäude 1995 aus dem Denkmalverzeichnis gestrichen und wahrscheinlich später abgebrochen.                                           | 31030178 | BW   |

## Westervesede

### Einzelbaudenkmale
| Lage                                                | Bezeichnung              | Beschreibung | ID       | Bild |
| --------------------------------------------------- | ------------------------ | --- | -------- | ---- |
| Bartelsdorfer Chaussee 1 53° 8′ 37″ N, 9° 33′ 10″ O | Wohn-/Wirtschaftsgebäude | Zweiständer-Hallenhaus von 1848 in Fachwerk mit Satteldach errichtet. Wohngiebel 1900 massiv ersetzt                                                                                                 | 31030197 |      |
| Fintelerstraße 19 53° 9′ 2″ N, 9° 33′ 31″ O         | Mühle                    | Die dreigeschossige Galerieholländer-Windmühle wurde 1874 unter einem Pyramidendach errichtet. Das Windwerk ist nach einem Sturm 1946 nicht mehr erhalten. Der Mühlenbetrieb wurde 1985 eingestellt. | 31030241 |      |
| Osterende 5 53° 8′ 47″ N, 9° 33′ 17″ O              | Wohn-/Wirtschaftsgebäude | Zweiständer-Hallenhaus von um 1800 in Fachwerk mit Satteldach und senkrechter Verbretterung in den oberen Giebeldreiecken, in der zweiten Hälfte des 19. Jahrhunderts umgebaut                       | 31030262 |      |
| Westerende 21 53° 8′ 50″ N, 9° 32′ 36″ O            | Wohn-/Wirtschaftsgebäude | Das Zweiständer-Hallenhaus wurde auf einem Backsteinsockel und unter einem Halbwalmdach im 19. Jahrhundert errichtet und 1910 wieder aufgebaut.                                                      | 31030286 | BW   |

### Gruppe: Hofanlage Deepener Straße 1
Die (ehemalige) Gruppe „Hofanlage Deepener Straße 1“ ist eine weitgehend veränderte Hofstelle aus dem späten 18. Jahrhundert. Da nur noch ein Gebäude unter Denkmalschutz steht, kann sie nicht als Gruppe baulicher Anlagen geschützt sein. Der Denkmalschutz bezieht sich daher nur noch auf das Wohn-/Wirtschaftsgebäude. Die Gruppe hatte die ID 31019734.

| Lage                                         | Bezeichnung              | Beschreibung                                                                                          | ID       | Bild |
| -------------------------------------------- | ------------------------ | --- | -------- | ---- |
| Deepener Straße 1 53° 8′ 38″ N, 9° 33′ 12″ O | Wohn-/Wirtschaftsgebäude | Zweiständer-Hallenhaus von 1780 in Fachwerk mit reetgedeckten Krüppelwalmdach und Niedersachsengiebel | 31030215 |      |
| Deepener Straße 1 53° 8′ 39″ N, 9° 33′ 13″ O | Stall                    | Der Fachwerkstall wurde wegen der Veränderungen 1996 aus dem Denkmalverzeichnis gestrichen.           | 31030485 | BW   |
| Deepener Straße 1 53° 8′ 38″ N, 9° 33′ 12″ O | Speicher                 | Der Fachwerkspeicher wurde wegen der Veränderungen 1996 aus dem Denkmalverzeichnis gestrichen.        | 31030501 | BW   |

## Wittkopsbostel

### Einzelbaudenkmal
| Lage                                | Bezeichnung    | Beschreibung | ID       | Bild |
| ----------------------------------- | -------------- | --- | -------- | ---- |
| Moordamm 53° 12′ 12″ N, 9° 25′ 4″ O | Kriegerdenkmal | Auf einem Podest befindet sich ein aus Findlingen um 1920 aufgemauerter Pfeiler, der das Tatzenkreuz trägt. Der Pfeiler trägt die Namen der im Ersten Weltkrieg Gefallenen. Links und rechts wurden nach dem Zweiten Weltkrieg Obeliske bzw. Stelen mit den Namen der Gefallenen des Krieges von 1939 bis 1945 aufgestellt. | 31030517 | BW   |

### Ehemalige Gruppe: Hofanlage Im Dorfe 3
Die ehemalige Gruppe „Hofanlage Im Dorfe 3“ bestand aus Gebäuden des 19. Jahrhunderts, die abgebrochen wurden. Die Gruppe hatte die ID 31019529.

| Lage                                         | Bezeichnung              | Beschreibung | ID       | Bild |
| -------------------------------------------- | ------------------------ | --- | -------- | ---- |
| Im alten Dorf 13 53° 12′ 16″ N, 9° 24′ 50″ O | Wohn-/Wirtschaftsgebäude | Das Zweiständer-Hallenhaus wurde um 1810 errichtet und 2013 abgebrochen. Danach folgte die Streichung aus dem Denkmalverzeichnis. | 31029694 | BW   |
| Im alten Dorf 13 53° 12′ 15″ N, 9° 24′ 50″ O | Scheune                  | Die Ankerbalkenscheune wurde 2013 abgebrochen und aus dem Denkmalverzeichnis gestrichen.                                          | 31029717 | BW   |